# Стодольсько
Стодольсько (пол. Stodolsko, нім. Friedheim) — село в Польщі, у гміні Раконевиці Ґродзиського повіту Великопольського воєводства.
Населення — 295 осіб (2011).
У 1975-1998 роках село належало до Познанського воєводства.

## Демографія
Демографічна структура станом на 31 березня 2011 року:
|          | Загалом | Допрацездатний вік | Працездатний вік | Постпрацездатний вік |
| -------- | ------- | ------------------ | ---------------- | -------------------- |
| Чоловіки | 135     | 28                 | 99               | 8                    |
| Жінки    | 160     | 47                 | 91               | 22                   |
| Разом    | 295     | 75                 | 190              | 30                   |